# Robert Vaughn

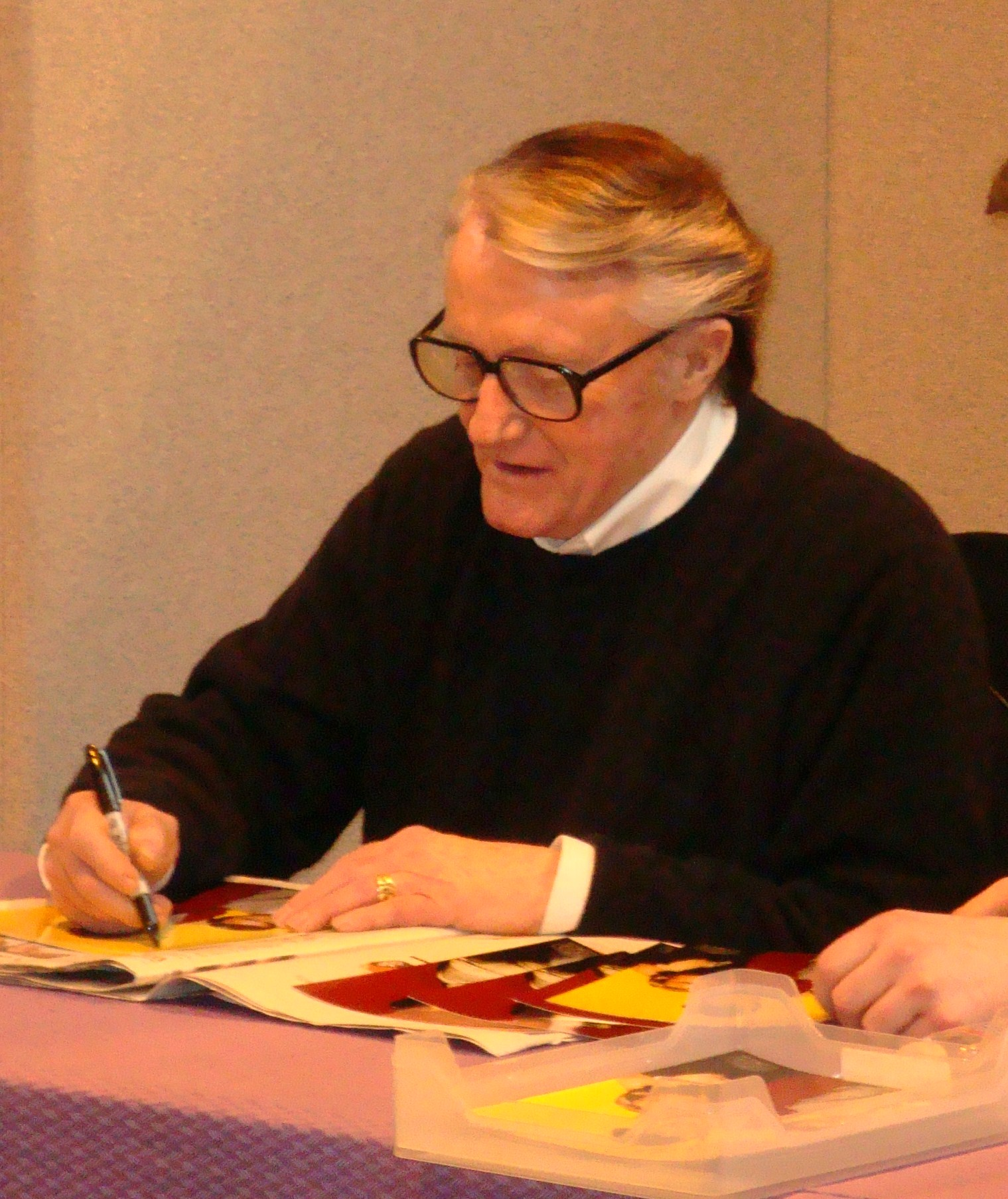
Robert Vaughn 2009.

Robert Francis Vaughn, född 22 november 1932 i New York, död 11 november 2016 i Ridgefield, Connecticut, var en amerikansk skådespelare.

## Biografi
Robert Vaughn föddes i New York men växte senare upp i Minneapolis. Han var filosofie kandidat i drama när han 1957 gjorde filmdebut i No Time to be Young. Han studerade till filosofie doktor i kommunikationsvetenskap vid Los Angeles City College medan han fortsatte sin filmkarriär.
Vaughn nominerades för en Oscar 1959 för sin roll i filmen De samvetslösa. Robert Vaughn fick sitt stora genombrott som Napoleon Solo i TV-serien Mannen från UNCLE som gick åren 1964–1968. Under de senaste åren har han medverkat i den populära brittiska tv-serien Hustle, där han gör karaktären Albert Stoller; den äldste bedragaren i gänget, deras "roper".
Privat har han i alla år varit politiskt engagerad för demokraterna. Vaughn avled den 11 november 2016 i sviterna av leukemi.

## Filmografi i urval
- 1957 – No Time to be Young
- 1959 – De samvetslösa
- 1960 – 7 vågade livet
- 1964–1968 – Mannen från UNCLE (TV-serie)
- 1969 – Bullitt
- 1974 – Skyskrapan brinner
- 1978 – Kampen om Colorado (TV-serie)
- 1983 – Stålmannen går på en kryptonit
- 1987 – The A-Team (TV-serie)
- 1995 – Mord, mina herrar (TV-serie)
- 1996 – Joes lya
- 1998 – BASEketball
- 2004 – Hustle (TV-serie)